# Municipio de San Juan Bautista Suchitepec
El municipio de San Juan Bautista Suchitepec (del náhuatl: xochitl, ixco, tepetl, c ‘flor; cara, superficie; cerro; en’‘En el cerro de superficie florida’)es uno de los 570 municipios que conforman al estado mexicano de Oaxaca. Pertenece al distrito de Huajapan, dentro de la región mixteca. Su cabecera es la localidad homónima.
Su Fiesta patronal es el día 24 de Junio y se le venera a San Juan Bautista

## Geografía
El municipio abarca 93.17 km² y se encuentra a una altitud promedio de 1840 m s. n. m., oscilando entre 2600 y 1800 m s. n. m. limita al norte con el municipio de San Pedro y San Pablo Tequixtepec y al noreste con el municipio de Santa Catarina Zapoquila y al este con el municipio de San Francisco Teopan y al sur con el municipio de Asunción Cuyotepeji y al sureste con el municipio de Santa María Camotlán y finalmente al oeste con el municipio de Santiago Miltepec.
Cuenta con una agencia de nombre Guadalupe Cuautepec. Su festividad patrimonial se celebra el 12 de diciembre con la veneración hacia nuestra virgen de Guadalupe.

## Demografía
De acuerdo al último censo, realizado por el INEGI en 2010, en el municipio habitan 417 personas, repartidas entre 8 localidades.